# اولکا گوپتا
اولکا گوپتا (به انگلیسی: Ulka Gupta) (زاده ۱۹۹۶) بازیگر هندی است.
از فیلم‌هایی که وی در آن نقش داشته‌است می‌توان به ترافیک، سیمبا و رودرامادوی اشاره کرد. همچنین او در سریال داستان زن شجاع، ملکه جانسی بازی کرده‌است.